# Chris Klein (futebolista)
Chris Klein (St. Louis, 4 de janeiro de 1976) é um ex-futebolista profissional estadunidense, que atuava como meia-campo destro para o clube Los Angeles Galaxy.